# Istrienbanan
Istrienbanan (kroatiska: Istarske pruge) är en kroatisk-slovensk järnvägssträcka på halvön Istrien. Den går från staden Pula till den kroatisk-slovenska gränsen där den ansluter till det slovenska järnvägsnätet. I Kroatien saknar banan av historiska anledningar förbindelse med det övriga järnvägsnätet. Passagerare som vill resa till Zagreb måste därmed ta ett tåg från Pula, via Ljubljana i Slovenien, till Zagreb som är en omväg på 23 mil.

## Historia
Banan uppfördes då Kroatien och Slovenien var en del av Österrike-Ungern. Pula var bredvid Trieste och Rijeka en av rikets viktigaste hamnstäder och under banas uppförande prioriterades järnvägsförbindelser med det dåvarande rikets huvudstad - Wien. Av denna anledning saknar Istrienbanan en inrikes förbindelse med det övriga järnvägsnätet i Kroatien.

## Framtid
HŽ har framtida planer på att bygga en järnväg från Rijeka via Opatija till den istriska staden Lupoglav där den skulle ansluta till Istrienbanan.